# ديفيد تايلور (سياسي)
ديفيد تايلور (بالإنجليزية: David Taylor) هو سياسي بريطاني، ولد في 22 أغسطس 1946 في المملكة المتحدة، وتوفي في 26 ديسمبر 2009 في المملكة المتحدة بسبب نوبة قلبية. حزبياً، نشط في Labour and Co-operative Party ‏ وحزب العمال. في الانتخابات العامة في المملكة المتحدة 1997 ‏، انتخب عضو البرلمان الثاني والخمسون للمملكة المتحدة عن دائرة ليسترشير الشمالية الغربية وقد انضم خلال فترته النيابية ‏ (1 مايو 1997 – 14 مايو 2001) للكتلة البرلمانية Labour and Co-operative Party ‏ وفي الانتخابات العامة في المملكة المتحدة 2001، انتخب عضو برلمان المملكة المتحدة الـ53 عن دائرة ليسترشير الشمالية الغربية وقد انضم خلال فترته النيابية ‏ (7 يونيو 2001 – 11 أبريل 2005) للكتلة البرلمانية Labour and Co-operative Party ‏ وفي الانتخابات العامة في المملكة المتحدة 2005، انتخب عضو برلمان المملكة المتحدة الـ54 عن دائرة ليسترشير الشمالية الغربية وقد انضم خلال فترته النيابية ‏ (5 مايو 2005 – 26 ديسمبر 2009) للكتلة البرلمانية حزب العمال.